# Taíno
Taíno je ime za indijanska plemena porodice Arawakan naseljenih u vremenima otkrića na otocima Velikih Antila i dijelovima poluotoka Florida. Taíno grupama pripadala su plemena poznata pod imenima Taíno, Sub-Taino, Lucayo, Ciguayo, Macorix, Guanahatabey (?), Ciboney, Igneri (?) i još neke skupine. Na području Floride postojale su skupine koje po svoj prilici također predstavljaju ogranke Taino Indijanaca, a to su: Ais, Calusa, Tekesta, Timuquanan plemena, Guacata i Jeaga.
Nešto miješanih potomaka organiziranih u nekoliko plemenskih zajednica očuvalo se do danas, uključujući i Taino Timucua Tribe kod grada Tampa; i tri konfederacije koje se vode kao Jatibonicu Taino Tribal Nation, a sastoje se od 3 plemena Tekesta Taino Tribal Band of Bimini Florida (Bimini je njihov naziv za Floridu), Jatibonicu Taino Tribal Nation of Borikén (Borikén=Portoriko), Jatibonicu Taino Tribal Band of New Jersey; i manje skupine: Ciboney Tribe s Kube i Floride; Turabo Aymaco Taíno Tribe; Baramaya Taino; Maisiti Yukayeke of the Taino Tribe; Yukayeke Guajataka Taino. 

## Ime
Ime Taíno označava 'dobar' ili 'plemenit' narod, praveći razliku između sebe i ratobornih i opasnih Carib ili Caraib Indijanaca s Malih Antila koji danas žive pod imenom Carib na Dominiki, i pod imenima Garifuna u Srednjoj Americi, i vjerojatno kao Galibi na sjeveru Južnoameričkog kopna.

## Povijest
Kultura Taino Indijanaca, smatra Glenn Woodley, čije se porijeklo traži u području južnoameričkog Orinoca javit će se na području Velikih Antila njihovom seobom iz tog kraja u vremenskom periodu od 650 do 900 godine. Njima su prethodila plemena Guanahatabey koja se pojavljuju između 5000 i 4000 godina pr. Kr. a u kasnom 15. stoljeću još žive s Ciboney Indijancima na zapadu Kube. U zapisima iz kolumbovog vremena Guanahatabeyi se opisuju kao 'stanovnici špilja'. U sljedećem (oko 300 godine) valu javljaju se prvi pavi Arawaki, to su Igneri, nosioci kulture Saladoid. Prvi Taini dolaze iz područja Orinoca u Venezueli, oko 650 godine a te migracije traju do oko 900 godine. Smatra se da je dolaskom Kolumba u Antilsku Ameriku ovdje živjelo oko 6 milijuna Arawaka naseljenih na Bahamima (Lucayo), Espańoli, Kubi i Jamajki. Jamajku su nazivali 'Yamaye' (=zemlja izvora).

## Etnografija
U vrijeme kontakta sa Španjolcima Taíno su napredni agrikulturan narod koji se bavio uzgojem kukuruza (maisis), manioke, duhana (tabaco) i pamuka. Ribolov je bio druga veoma značajna privredna aktivnost i važan izvor prehrane, a osim toga bavili su se i lovom i sakupljanjem. Jedina uzgojena životinja bio je pas. 
Naselja-yucayeques i kuće
Naselja (yucayeques) kod Taína mogla su imati od samotne obiteljske kuće pa do 3 000 ljudi, sastavljena od kuća poznatih u literaturi kao bohío. Drugi tip kuće koji se javlja je četvrtasta koliba, pokrivena slamom, poznata kao caney. Caney je imao i prozor, što kod bohíja nije slučaj, i rezerviran je tek za poglavice (caciques) i šamane bohiques. Svaka kuća imala je ispod krovova prostor za skladištenje svojih proizvoda ispunjen pletenim košarama. Pod je zemljan, ali čist. Fogón, indijanski roštilj i veliki glineni lonci za kuhanje, tzv. olla, stolice dujos (sing. dujo) i viseće ležaljke (hammocks) sve je što su oni imali i što im je bilo neophodno potrebno u svakodnevnom životu. 
Kanui
Ovdje treba obvezno navesti i kanue, jer su Taíni bili vjwešti pomorci koji su dobro poznavali karipske vode, što dokazuje i činjenica da su vijesti o kolumbovim lutanjima i događajima po njihovom akvatoriju uvijek dolazile prije njega na otoke na kojima još nije bio. Kanu je izrađivan iz jednog komada, dubljen u velikim deblima, a neki su bili doista divovski, i mogli su primiti preko stotinu odraslih osoba, i bili su sposobni putovati na velike udaljenosti. Ovakvim plovilima ovim aravačkim postolovima lako je bilo moguće doploviti na obale sjevernoameričkog kopna, pa su tako i stigli na obale Floride, dok se za njihove neprijatelje Karibe isto pretpostavlja da su izvršili invaziju na teksašku obalu, gdje su ostali njihovi potomci koje čemo kasnije upoznati kao Karankawe, donesavši sa sobom ono po čemu su Karibi i najpoznatiji -kanibalizam. 
Odjeća i ukrasi
Pamuk su Indijanci uzgajali i služio im je za izradu visećih ležaljki (hamaci) i pregači-naguas (sing. nagua; koje su nosile udane žene) i traka koje su nosili oko ruku i nogu i bile su simbol položaja. Nakit se izrađivao od školjaka, perja, životinjskih zubi, kostiju, kamena i ono što je Španjolce zanimalo, od zlata. Rudnika nisu imali, a zlato su sakupljali po rijekama i izrađivali od njega naušnice i nosne ukrase. 
Glazba
Glazbala Taíno Indijanaca bili su bubnjevi i zvečke. Bubanj je bio šuplje drvo po kojem se udaralo palicama. Zvečke su slične onima Tupí Indijanaca, i poznate su kao maraca, napravljene od tikava "Crescentia cujete" i punjene kamenčićima ili sjemenkama koje zveckaju dok se trese rukom. Güiro je drugi ritmički instrument napravljen od oraha biljke "Cucurbita lagenaria" ili gorkog marimba, a kasnije će naći svoje mjesto u latinsko-američkoj glazbi, ali će se izrađivati od raznih vrsta materijala.
Poljoprivreda
Yuca (manioka), aje (batata; slatki krumpir), maisis (kukuruz), maní (kikiriki), tabaco (duhan), yayama (ananas), neke su od kultura što su ih Taíni uzgajali. Manioka se sadila na posebnim malenim povrtnjacima-conuco, koja su se nalazila na uzdignutim moundima, takozvana mound-agrikultura. Njihov tip agrikulture još se očuvao na Kubi. 
Religija
Taíni su šamanisti i mnogobošci a njihovi bogovi naseljeni su na nebu, ili u planinama sjeveroistočno od današnjeg El Yunque (bog Yukiyú) i Juracán u Sibuqueira (Guadalupe). Vrhovni stvaratelj je Yukiyú ili Yocahu, on je besmrtan i nema početka, dok je Juracán ili Jurancán uvijek ljut i šalje ljudima strašne oluje koje danas nazivamo uragani. Ovog boga nalazimo i u svijetu Maya i Quiché Indijanaca, pa ga čak gotovo isto i zove, Huracan. Svoje mitove i tradicije prenose se kroz ceremonijalne plesove areytos i oralnu tradiciju. Yocahu se izrađuju kameni idoli zemí ili cemí a javljaju se u raznim veličinama i Indijanci ih obožavaju. Šaman bohique zemíje ucrtava na svom tijelu a svoje lice zacrni ugljenom. U svojim ritualima služi se duhanom ali i ljekovitim biljem kojim liječi ljude. 
Batey i igra loptom
Ono što je još karakteristično Tainima, a nalazimo u nekim krajevima Kine i Indokine je obožavanje predaka i vjerovanje u život poslije smrti. Svoje pokojne zakapali su s popudbinom, pazeći da imaju dovoljno hrane i vode na svom posljednjem putovanju. 
Ples glazba i igra loptom središnji su događaji u životu Taína. Ove ceremonije održavaju se u središtu yucayeque, na bateyu ili plazi. Igra loptom koju najbolje poznajemo iz svijeta drevnih Maya kod njih je nazivana batey, i igra na igralištu batey, omeđenom monilitima i petroglifima. Pravila u igri dosta su slični onima kod Quiché Indijanaca. Igraju dva tima, a lopta se u zraku mora održavati glavom, nogama ili bilo čime, ali ne i šakama.  Na bateyu ili centralnoj plazi su osim igre loptom održavali i natjecanja u hrvanju i trkama, kao i ritualni plesovi. Poznatiji centri su Tibes i Caguana (Utuado).

## Vanjske poveznice
- Taino History  Arhivirana inačica izvorne stranice od 22. kolovoza 2007. (Wayback Machine)
- Taino Indian Culture
- Ivonne Figueroa, Taínos  Arhivirana inačica izvorne stranice od 23. srpnja 2017. (Wayback Machine)
- Taino: Voices From the Past  Arhivirana inačica izvorne stranice od 8. veljače 2013. (Wayback Machine)